# El grito, México 1968
El grito, México 1968 és un documental mexicà de 1968 dirigit per Leobardo López Arretche que narra el moviment estudiantil de 1968 a Mèxic.
Els estudiants del Centro Universitario de Estudios Cinematográficos (CUEC) de la Universitat Nacional Autònoma de Mèxic (UNAM) van prendre la decisió de filmar els esdeveniments del moviment estudiantil de 1968. Van recopilar al voltant de 8 hores de filmació, material que va ser organitzat sota la direcció de López Arretche. Va ser el primer llargmetratge del CUEC, és l'únic testimoniatge fílmic des de l'interior del moviment.

## Sinopsi
Com un testimoniatge del moviment estudiantil de 1968, El grito documenta el desenvolupament d'aquest moviment que es va iniciar al juliol per la baralla després d'un partit de futbol americà entre estudiants de dues escoles, que van ser reprimits violentament per la policia. Això va desencadenar una sèrie de protestes contra l'autoritarisme governamental que imperava a Mèxic. Aquestes manifestacions també van ser reprimides pel que al seu torn, va generar accions polítiques organitzat en el Comitè d'Estudiants en Vaga.
El moviment estudiantil va començar a prendre força, causant gran malestar al govern pel que va iniciar la intervenció de l'exèrcit per a frenar-lo, culminant amb la massacre ocorreguda en la tarda del 2 d'octubre de 1968 amb la intervenció del Batallón Olímpia a la Plaza de las Tres Culturas.
Aquest documental comença a filmar a partir del mes de juliol, incloent imatges de les manifestacions i repressions, i tanca amb la inauguració dels XIX Jocs Olímpics, el 12 d'octubre, aniversari de l'arribada de Colom a Amèrica.

## Producció
Després de la incursió a l'ENP, el CUEC se suma al Consell Nacional de Vaga per protestar en contra de les accions preses pel Govern. Es va formar una Assemblea General nomenant-se com a representants de l'escola davant el Consell a Leobardo López Aretche, Carlos González Morantes, entre d'altres. Com una manera de sumar-se al moviment, es va decidir participar a través del cinema. Alguns estudiants que tenien experiència en fotografia i mestres, en paper de reporters, van anar registrant en vídeo el dia a dia del desenvolupament dels esdeveniments importants del moviment estudiantil.
Els equips de filmació que van usar van ser càmeres de 16 mm pertanyents al CUEC, rodant amb pel·lícula verge, en principi destinada a les pràctiques escolars. López Aretche després de dos mesos com a pres estudiantil, va ser encarregat de dirigir i donar ordre al material reunit, que en total sumaven més de vuit hores d'enregistrament. Va ser assistit pel llavors alumne del CUEC Alfredo Joskowicz, així com el professor Ramón Rupart.
Després d'un any de treball, a partir de les imatges, la periodista italiana Oriana Fallaci i El Consell Nacional de Vaga donen els textos que s'observen en la pel·lícula, que es refereixen la brutalitat del la repressió de l'Estat i de l'idealisme dels estudiants. Finalment en l'edició, el documental queda dividit en els quatre mesos del desenvolupament del moviment mostrant grans contrastos entre les dues parts implicades en els esdeveniments. Aquest film ocupa el lloc 44 dins de la llista de les 100 millors pel·lícules del cinema mexicà, segons l'opinió de 25 crítics i especialistes del cinema a Mèxic, publicada per la revista Somos en juliol de 1994.